# 페이스아이디 (텔레비전 프로그램)
《패이스아이디》는 2020년 9월 1일부터 방송 중인 카카오TV 오리지널 예능이다.

## 개요
사소한 습관부터 은밀한 일상까지 스타의 모든 것이 담겨있는 스마트폰이 공개된다! 스타의 일상을 잠금해제 하는 세로 모바일 라이프 리얼리티

## 출연진
- 이효리 (1회 ~ 7회)
- 몬스타엑스 (8회 ~ 11회)
- 신예은 (12회 ~ 15회)
- 구혜선 (16회 ~ 19회)

## 방송 목록

### 2020년
| 회차 | 방송일    | 부제                                                          | 비고 |
| ---- | --------- | ------------------------------------------------------------- | ---- |
| 1    | 9월 1일   | ⚠️이효리&이상순 현실판 부부의 세계??!👩 ❤️ 👨                 |      |
| 2    | 9월 7일   | 이효리가 SNS를 지웠다?!                                       |      |
| 3    | 9월 14일  | 이효리 SNS 삭제사건의 전말                                    |      |
| 4    | 9월 21일  | OFF 이효리의 하루                                             |      |
| 5    | 9월 28일  | 블루에게 생애 첫 00을 선물 받았다.                            |      |
| 6    | 10월 5일  | 🚨속보🚨 효리&상순 결혼식👰🤵최초 공개⁉️                      |      |
| 7    | 10월 12일 | [🔔최종회🔔] 우리 효리가 달라졌어요⁉                          |      |
| 8    | 10월 26일 | 🚨최초 공개🚨 평소 셔누는 00 하면서 지낸다❓❗                |      |
| 9    | 11월 2일  | ⭐현실판 판도라의 상자⭐ 🐝주헌의 폰에 담긴 것은❓❗          |      |
| 10   | 11월 9일  | ⭐광대 리프팅 맛집⭐ 🌌우주에서 공개한 민혁&아이엠의 시크릿🤫 |      |
| 11   | 11월 16일 | ⭐마지막 타자⭐ 🐹기현이와 🐢형원이의 은밀한 사생활?!♨        |      |
| 12   | 11월 23일 | 신예은이 밑도 끝도 없이 공개해버린 여배우의 하루              |      |
| 13   | 11월 30일 | 예은이 남사친 공개~! (10년동안 아무일도 없었다고?)            |      |
| 14   | 12월 7일  | 그녀가 눈물 흘리는 이유는?                                    |      |
| 15   | 12월 14일 | 신예은...알고보니 두 아이의 엄마!?!?                          |      |
| 16   | 12월 28일 | 구혜선 휴대폰 파괴 사건의 내막?!                              |      |

### 2021년
| 회차 | 방송일   | 부제                                            | 비고 |
| ---- | -------- | ----------------------------------------------- | ---- |
| 17   | 1월 4일  | 새로운 남자의 정체는?                           |      |
| 18   | 1월 11일 | 구혜선, 천적을 만나다?!                         |      |
| 19   | 1월 18일 | 구혜선, 첫사랑을 위해서 야구방망이를 휘두르다?! |      |
| 20   | 1월 25일 | 아이들 소연, 사랑앓이 중?!                      |      |
| 21   | 2월 1일  | 아이들 소연, 그룹 내에서 소외감을 느끼다?!      |      |
| 22   | 2월 8일  | 아이들의 운명을 점치다?!                        |      |

## 같이 보기
- 카카오M